# Josh Giddey
Joshua Giddey (Melbourne, 2002. október 10. –) ausztrál kosárlabdázó, a National Basketball Associationben (NBA) szereplő Chicago Bulls dobóhátvéde. Az Oklahoma City Thunder a hatodik helyen választotta a 2021-es NBA-drafton. Giddey a legfiatalabb játékos az NBA történetében, aki tripladuplát szerzett egy mérkőzésen, 19 évesen és 84 naposan.

## Fiatalkora
Giddey a melbourne-i St Kevin’s College-be járt, mielőtt Ausztrália egyik legkeresettebb utánpótlás játékosa lett, az NBA Global Academyvel, a canberrai Ausztrál Sport Intézményben. A UC Senior Secondary College-be járt edzései mellett.
Az U18-as ausztrál bajnokságban 2019 áprilisában 20 pontot, 8,3 lepattanót és 6 gólpasszt átlagolt, megnyerve a címet a VIC Metroval. 2020 januárjában az NBA Global Academy megnyerte a Torneo Junior Ciutat de L’Hospitalet-t Barcelonában, ahol elnyerte a legértékesebb játékos díjat. A következő hónapban részt vett a 2020-as chicagói NBA All Star-gálán, a Kosárlabda Határok Nélkül eseményen.

## Pályafutása

### 2020–2021: Adelaide 36ers
2020. március 12-én Giddey aláírt az Adelaide 36ers (National Basketball League) csapatával, a bajnokság Next Stars programjának részeként, amely a jövő NBA-játékosait segítette. Ő lett az első ausztrál, akit leszerződtettek a Next Stars részeként. Giddey több NCAA Division I-egyetem program ajánlatát is elutasította. 2021. április 26-án 12 pontot, 10 lepattanót és 10 gólpasszt szerzett a New Zealand Breakers elleni 93–77 arányú vereség alkalmával, amellyel a legfiatalabb ausztrál lett az NBL történetében, aki tripladuplát szerzett. A 36ers következő mérkőzésén, május 1-én a Brisbane Bullets elleni 101–79-es győzelem alatt, ő lett az első ausztrál, aki sorozatban két meccsen tripladuplát szerzett, 15 ponttal, 13 gólpasszal és 11 lepattanóval. Május 9-én pedig szerzett egy harmadik tripladuplát is. A Sydney Kings elleni mérkőzésen 11 pontot, 12 gólpasszt és 10 lepattanót szerzett. Május 17-én elengedték a 36ers keretéből, hogy felkészüljön a 2021-es NBA-draftra. Ő átlagolta a legtöbb gólpasszt az NBL-ben abban az évben, 7,6-ot, 28 mérkőzésen. Az év újoncának választották az NBL-ben.

### 2021–2024: Oklahoma City Thunder
2021. április 27-én Giddey bejelentette, hogy részt fog venni a 2021-es NBA-drafton, ahol az első 14 választás egyikének jósolták. Július 29-én az Oklahoma City Thunder hatodik helyen választotta ki, majd augusztus 8-án írta alá szerződését. Ugyanezen a napon bokasérülést szenvedett, öt perccel a Nyári Ligában történő bemutatkozása után. Október 20-án mutatkozott be az NBA-ben, 4 ponttal, 10 lepattanóval és 3 gólpasszal, a Utah Jazz ellen. Egy héttel később megszerezte első dupladupláját, 18 pontot és 10 gólpasszt szerzett a Los Angeles Lakers elleni 123–115 arányú győzelem alkalmával. A harmadik legfiatalabb játékos lett, aki legalább 10 gólpasszt szerzett egy mérkőzésen, LeBron James után, aki az első két helyen áll. November 24-én Giddey lett a harmadik tinédzser az NBA-ben, aki első 20 mérkőzésén 100 gólpasszt és lepattanót tudott szerezni, LaMelo Ball és LeBron James után. 2021. december 26-án a második játékos lett az NBA történetében, Norm Van Lier után, aki tíz lepattanóval és tíz gólpasszal szerzett dupladuplát, a tíz pont elérése nélkül, a New Orleans Pelicans ellen. Január 2-án ő lett a legfiatalabb játékos a liga történetében, aki tripladuplát szerzett, 17 ponttal, 14 gólpasszal és 13 lepattanóval, a Dallas Mavericks elleni 95–86 arányú vereség alkalmával, megelőzve LaMelo Ballt. A nyugati főcsoportban 2022 februárjáig csak ő nyerte el a hónap újonca díjat.

## Statisztikák

### NBL
| Szezon    | Csapat   | JM | KM | JP/M | MG%  | 3P%  | BD%  | LP/M | GP/M | L/M | B/M | P/M  |
| --------- | -------- | -- | -- | ---- | ---- | ---- | ---- | ---- | ---- | --- | --- | ---- |
| 2020–2021 | Adelaide | 28 | 26 | 32,1 | 42,5 | 29,3 | 69,1 | 7,3  | 7,6  | 1,1 | 0,4 | 10,9 |

### NBA

#### Alapszakasz
| Szezon    | Csapat                | JM  | KM  | JP/M | MG%  | 3P%  | BD%  | LP/M | GP/M | L/M | B/M | P/M  |
| --------- | --------------------- | --- | --- | ---- | ---- | ---- | ---- | ---- | ---- | --- | --- | ---- |
| 2021–2022 | Oklahoma City Thunder | 54  | 54  | 31,5 | .419 | .263 | .709 | 7,8  | 6,4  | 0,9 | 0,4 | 12,5 |
| 2022–2023 | Oklahoma City Thunder | 76  | 76  | 31,1 | .482 | .325 | .731 | 7,9  | 6,2  | 0,8 | 0,4 | 16,6 |
| 2023–2024 | Oklahoma City Thunder | 80  | 80  | 25,1 | .475 | .337 | .806 | 6,4  | 4,8  | 0,6 | 0,6 | 12,3 |
| 2024–2025 | Chicago Bulls         | 70  | 69  | 30,2 | .465 | .378 | .781 | 8,1  | 7,2  | 1,2 | 0,6 | 14,6 |
| Karrier   | Karrier               | 280 | 279 | 29,3 | .464 | .330 | .764 | 7,5  | 6,1  | 0,9 | 0,5 | 14,1 |

#### Play-in
| Szezon  | Csapat                | JM | KM | JP/M | MG%  | 3P%  | BD%  | LP/M | GP/M | L/M | B/M | P/M  |
| ------- | --------------------- | -- | -- | ---- | ---- | ---- | ---- | ---- | ---- | --- | --- | ---- |
| 2023    | Oklahoma City Thunder | 2  | 2  | 36,2 | .371 | .273 | .889 | 7,0  | 7,0  | 0,5 | 0,5 | 18,5 |
| 2025    | Chicago Bulls         | 1  | 1  | 39,6 | .429 | .286 | .833 | 10,0 | 4,0  | 0,0 | 1,0 | 25,0 |
| Karrier | Karrier               | 3  | 3  | 37,9 | .393 | .278 | .867 | 8,0  | 6,0  | 0,3 | 0,7 | 20,7 |

#### Rájátszás
| Szezon  | Csapat                | JM | KM | JP/M | MG%  | 3P%  | BD%  | LP/M | GP/M | L/M | B/M | P/M |
| ------- | --------------------- | -- | -- | ---- | ---- | ---- | ---- | ---- | ---- | --- | --- | --- |
| 2024    | Oklahoma City Thunder | 10 | 8  | 18,1 | .453 | .353 | .875 | 3,6  | 2,1  | 0,2 | 0,4 | 8,7 |
| Karrier | Karrier               | 10 | 8  | 18,1 | .453 | .353 | .875 | 3,6  | 2,1  | 0,2 | 0,4 | 8,7 |

## Magánélete
Giddey apja, Warrick, profi kosárlabdázó volt, sokáig a Melbourne Tigers játékosaként Ausztráliában. Anyja, Kim, a Tigers női csapatának tagja volt. Nővére, Hannah az Oral Roberts Egyetem, Golden Eagles csapatának erőcsatáraként játszik. Warrick Giddey a St. Kevin’s College vezetőedzője volt az APS Competition idején, amelyben Josh is játszott.
2023 novemberében egy névtelen közösségi média-fiók azzal vádolta Giddeyt, hogy szexuális kapcsolata volt egy kiskorúval 19 éves korában. A felhasználó képeket és videókat is megosztott, amelyen a 19 éves Giddey volt látható egy középiskolás lánnyal, aki akkor másodéves volt. A posztokat később törölték, és a fiókot deaktiválták. November 24-én az NBA nyomozást indított az ügyben. Giddey és a Thunder vezetőedzője, Mark Daigneault se szólalt meg az eljárással kapcsolatban. November 29-én a Newport Beach-i rendőrség bejelentette, hogy nyomozást indított a vádak következtében. A lány családja Gloria Allred ügyvédet szerződtette az eljárás idejére. Adam Silver a rendőrség közbelépése következtében kijelentette, hogy a bajnokság visszalép nyomozásától, és engedi, hogy a munkát a hatóságok végezzék el. Egy CODE Sports által megjelentett cikkben azt írták, hogy a bizonyítékok alapján a lány hazudott életkoráról, hogy bejuthasson a klubba, ahol találkozott Giddeyvel.
2024. január 17-én a rendőrség bejelentette, hogy Giddey ellen nem emelnek vádat, mivel nem volt elég bizonyíték a vádak bizonyítására. Allred kijelentette, hogy ez nem lepte meg, hiszen se a lány, se szülei nem voltak hajlandók beszélni a hatóságokkal, hogy megvédjék személyazonosságát. Az NBA 2024. május 23-án zárta le nyomozását, ugyanazt az ítéletet meghozva, mint a rendőrség, kijelentve, hogy lehetetlen bebizonyítani a kosárlabdázó bűnösségét.